# Pôle métropolitain Pays de Béarn
Le pôle métropolitain Pays de Béarn est une structure intercommunale, créée en 2018, qui rassemble les huit intercommunalités du Béarn dans les Pyrénées-Atlantiques.

## Histoire
Le 25 novembre 2015, les représentants des intercommunalités béarnaises votent la constitution du pôle métropolitain Pays de Béarn. Cette entité a pour but de développer l’identité du Béarn et d'initier des actions en faveur de son attractivité économique, de la promotion touristique ou encore du développement de l'université. 
Le cadre de cette entité se veut souple puisqu'il repose sur la base du volontariat et ne constitue pas un échelon administratif supplémentaire. Le pôle métropolitain Pays de Béarn est officiellement créé par arrêté préfectoral en date du 18 janvier 2018, publié le 25 janvier 2018.
Fin 2019, le conseil métropolitain annonce l'entrée de la communauté de communes du Pays de Nay et des communes béarnaises du Montanérès — rattachées à la communauté de communes Adour Madiran — au Pays de Béarn en 2020.

## Composition
Le pôle métropolitain est constitué des intercommunalités suivantes :
- communauté d'agglomération Pau Béarn Pyrénées ;
- communauté de communes de Lacq-Orthez ;
- communauté de communes de la Vallée d'Ossau ;
- communauté de communes des Luys en Béarn ;
- communauté de communes du Béarn des Gaves ;
- communauté de communes du Haut Béarn ;
- communauté de communes du Nord-Est Béarn ;
- communauté de communes du Pays de Nay.

## Présidence
Le premier conseil du Pays de Béarn se tient le 30 mars 2018 et permet d'élire François Bayrou comme premier président, ainsi que six vice-présidents (les présidents des autres EPCI du pôle).

## Organisation
Le pôle s'organise autour de huit conférences, visant à traiter des thèmes prioritaires pour le Pays de Béarn.